# Фонтан (Керченський район)
Фонта́н (крим. Fontan) — село Керченського району Автономної Республіки Крим.